# Eugene McCarthy

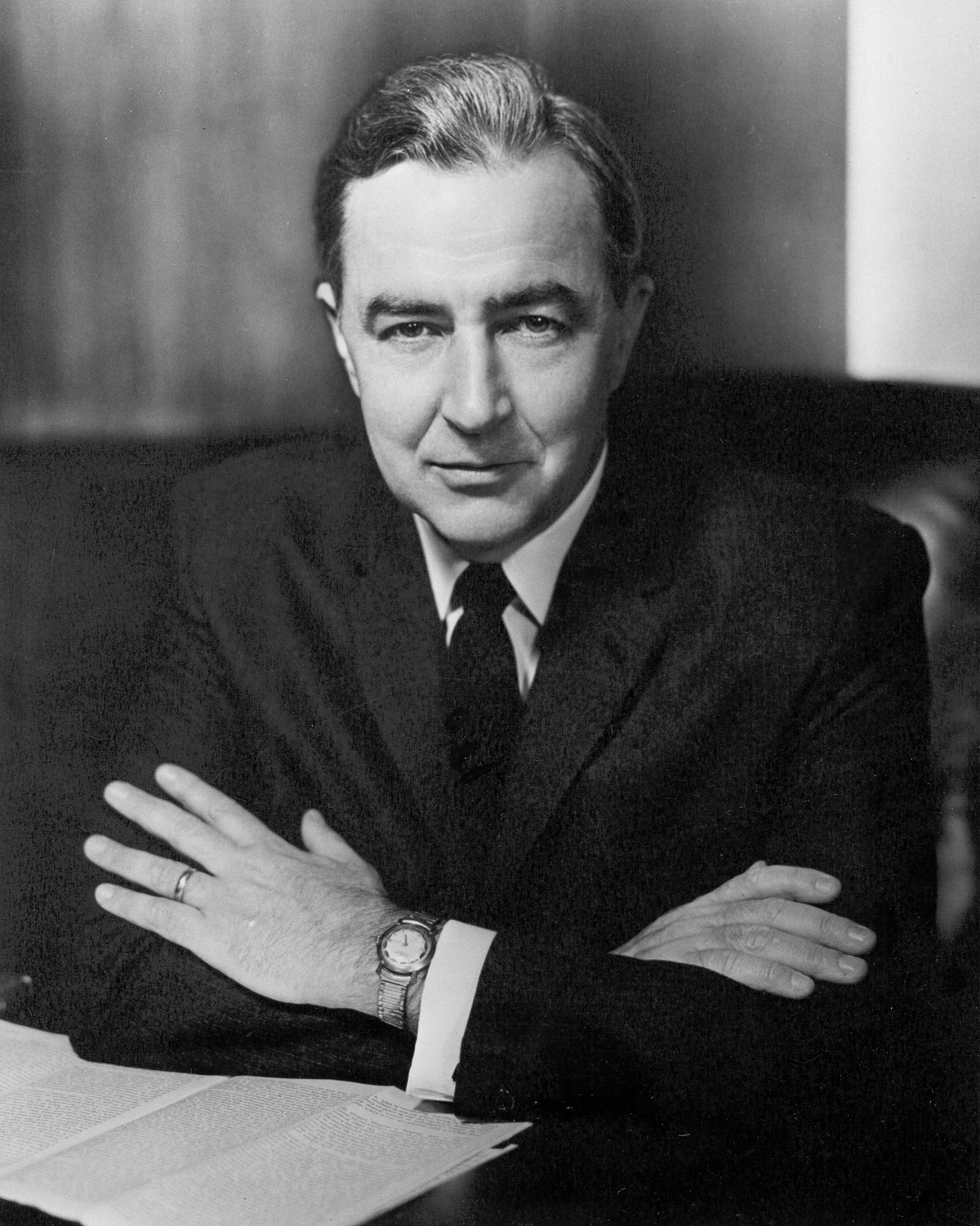
Eugene Joseph McCarthy

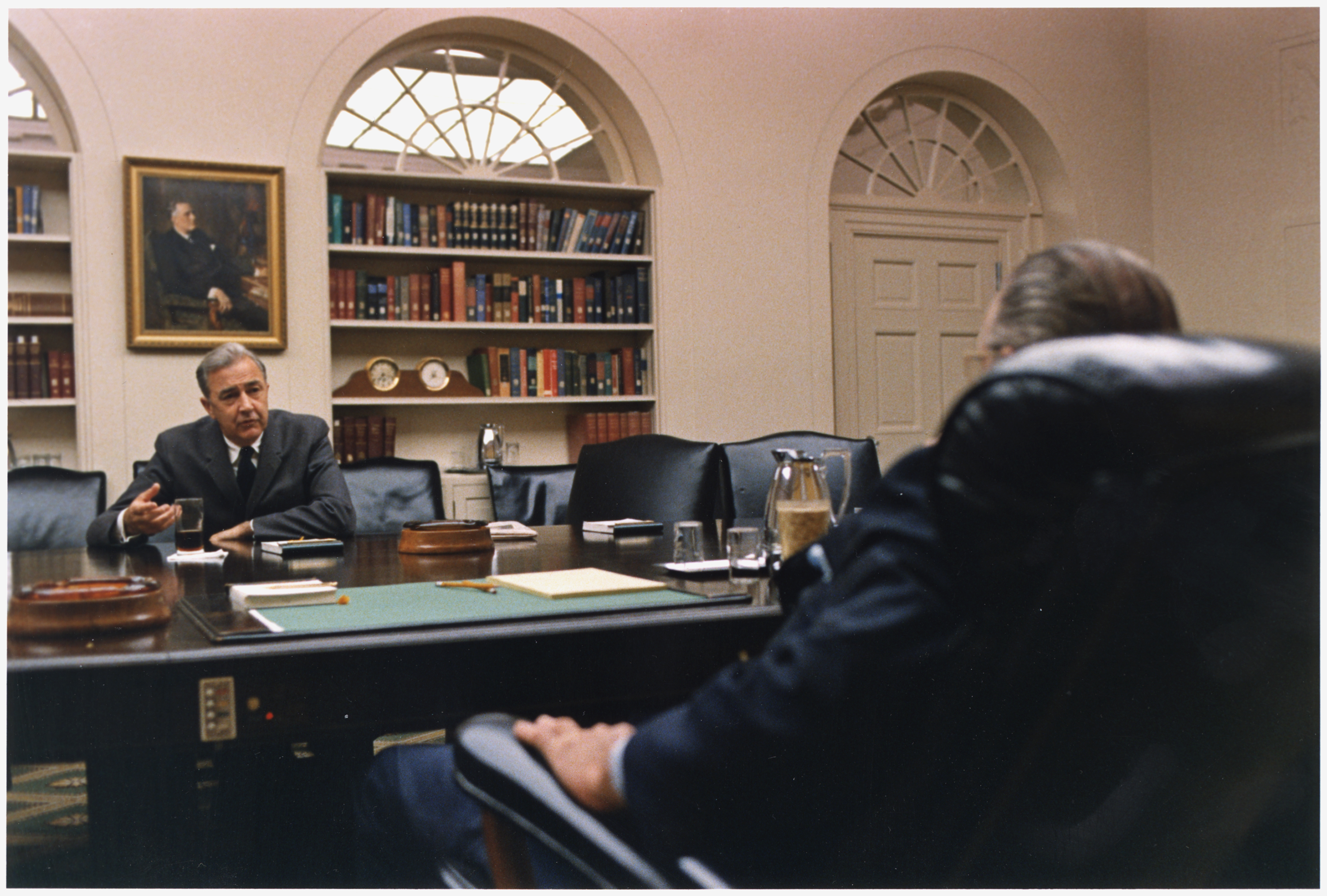
McCarthy (hinten) im Gespräch mit Präsident Johnson im Cabinet Room des Weißen Hauses, Juni 1968

Eugene Joseph McCarthy (* 29. März 1916 in Watkins, Meeker County, Minnesota; † 10. Dezember 2005 in Georgetown, Washington, D.C.) war ein US-amerikanischer Politiker (DFL), der den Bundesstaat Minnesota in beiden Kammern des Kongresses vertrat.

## Leben
Eugene McCarthy wuchs in einer tiefreligiösen katholischen Familie auf. Sein Vater Michael McCarthy war irischer, seine Mutter Anna Baden McCarthy deutscher Abstammung. Er studierte an der Saint John’s University der Benediktiner in St. Joseph (Minnesota) und wurde 1940 Professor für Wirtschaftswissenschaften an der Saint John’s University. 1943 trat er als Novize in die Benediktinerabtei St. John’s ein. Nach neun Monaten verließ er das Kloster und diente im Zweiten Weltkrieg als Dechiffrierer in der Armee. Nach Kriegsende wurde er als Professor für Wirtschaftswissenschaften und Soziologie an die University of St. Thomas in Saint Paul berufen. In dieser Zeit schloss er sich der Minnesota Democratic-Farmer-Labor Party (DFL) an.
1948 wurde er erstmals als Abgeordneter der Demokraten in das Repräsentantenhaus gewählt, dem er bis 1958 angehörte. Danach war er von 1959 bis 1971 Senator für Minnesota.
Eugene McCarthy war ein Gegner seines Namensvetters, des antikommunistischen „Hexenjägers“ Joseph McCarthy, und trat für eine strengere Kontrolle der CIA ein. Im Jahr 1960 schlug er Adlai Stevenson zum Präsidentschaftskandidaten vor, obwohl die Wahl von John F. Kennedy schon fast feststand. 1968 trat er bei den Vorwahlen zur Nominierung des Präsidentschaftskandidaten an, mit überraschend guten Ergebnissen in New Hampshire (nur knappe Niederlage gegen Präsident Lyndon B. Johnson) und Oregon (Sieg über Robert Kennedy), unterlag aber auf der Democratic National Convention 1968 in Chicago nach der überraschenden Ermordung Robert F. Kennedys im Juni dem damaligen Vizepräsidenten Hubert H. Humphrey. Humphrey wurde zudem von Parteiestablishment und Präsident Johnson unterstützt. Da 1968 im Gegensatz zu heute die Mehrheit der Delegierten auf dem Nominierungsparteitag von den lokalen Parteimaschinen bestimmt wurden, konnte sich Humphrey durchsetzen, ohne an den Vorwahlen teilgenommen zu haben. Letztlich verlor Humphrey jedoch die Wahl gegen den Republikaner Richard Nixon. Eugene McCarthy blieb dennoch eine demokratische Antikriegs-Ikone. Für die Senatswahl 1970 strebte er keine weitere sechsjährige Amtszeit an, nachdem ihm nur wenig Chancen eingeräumt wurden, erneut als Kandidat seiner Partei für diesen Posten nominiert zu werden. Durch seine Präsidentschaftskampagne von 1968 hatte er sich bei der demokratischen Parteiführung unbeliebt gemacht. An seiner Stelle kandidierte Hubert Humphrey, der dann auch zu seinem Nachfolger gewählt wurde. McCarthy schied daher im Januar 1971 aus dem Kongress aus. Auch der Versuch, 1972 Präsidentschaftskandidat seiner Partei zu werden, scheiterte frühzeitig. An der Präsidentschaftswahl 1976 nahm er als unabhängiger Kandidat teil, wobei er auf 740.460 Stimmen und damit einen Anteil von 0,91 Prozent kam; dies bedeutete den dritten Platz hinter dem siegreichen Demokraten Jimmy Carter und Amtsinhaber Gerald Ford.
Von 1973 bis 1974 war er Professor für Politikwissenschaft an der „New School for Social Research“. Seit 1977 war er freischaffender Autor. Eugene McCarthy starb im Schlaf am 10. Dezember 2005 in einem Pflegeheim bei Georgetown.

## Werke
- Frontiers in American Democracy (1960)
- Dictionary of American Politics (1962)
- A Liberal Answer to the Conservative Challenge (1964)
- The Limits of Power: America's Role in the World (1967)
- The Year of the People (1969)
- Mr. Raccoon and His Friends (1977; Academy Press Ltd., Chicago, IL) Kindergeschichten, illustriert von James Ecklund
- A Political Bestiary, von Eugene J. McCarthy und James J. Kilpatrick (1979) (ISBN 0-380-46508-6)
- The Ultimate Tyranny: The Majority Over the Majority (ISBN 0-15-192581-X)
- Gene McCarthy's Minnesota: Memories of a Native Son (1982) (ISBN 0-86683-681-0)
- Complexities and Contrarities (1982) (ISBN 0-15-121202-3)
- Up Til Now: A Memoir (1987)
- Required Reading: A Decade of Political Wit and Wisdom (1988) (ISBN 0-15-176880-3)
- Nonfinancial Economics: The Case for Shorter Hours of Work, von Eugene McCarthy und William McGaughey (1989) (ISBN 0-275-92514-5)
- A Colony of the World: The United States Today (1992) (ISBN 0-7818-0102-8)
- Selected Poems, von Eugene J. McCarthy, Ray Howe (1997) (ISBN 1-883477-15-8)
- No-Fault Politics (1998) (ISBN 0-8129-3016-9)
- 1968: War and Democracy (2000) (ISBN 1-883477-37-9)
- Hard Years: Antidotes to Authoritarians (2001) (ISBN 1-883477-38-7)
- From Rappahannock County (2002) (ISBN 1-883477-51-4)
- Parting Shots from My Brittle Brow: Reflections on American Politics and Life (2005) (ISBN 1-55591-528-0)